# Йонас Бйоркман
Ларс Юнас Б'єркман (швед. Jonas Björkman,  [²juːnas ˈbjœrkman]), відомий як Йонас Бйоркман — колишній шведський тенісист, що спеціалізувався переважно на парній грі, перший номер парного рейтингу ATP, переможець дев'яти турнірів Великого шолома в парному розряді, володар кар'єрного Великого шолома.
Найвищу одиночну позицію світового рейтингу — 4 місце досяг 3 листопада 1997, парну — 1 місце — 9 липня 2001 року.
Здобув 6 одиночних та 54 парні титули.
Бйоркман доволі успішно грав в одиночному розряді, підіймався до 4-го місця в рейтингу, однак найбільших успіхів він добився в парному розряді, особливо граючи з Тоддом Вудбріджом після того як другий із Вудіз, Марк Вудфорд, завершив кар'єру.
Бйоркман завершив виступати в 2008 році, але в 2013-му виступив ще на Stockholm Open, отримавши від організаторів вайлдкард. З 2014 року він тренував Енді Маррей, а з 2016-го —Марина Чилича.

## Фінали основних турнірів

### Фінали турнірів Великого шолома

#### Парний розряд: 15 (9–6)
| Результат | Рік  | Турнір                                 | Покриття | Партнер       | Суперники                           | Рахунок                        |
| --------- | ---- | -------------------------------------- | -------- | ------------- | ----------------------------------- | ------------------------------ |
| Поразка   | 1994 | Відкритий чемпіонат Франції з тенісу   | Ґрунт    | Ян Апелль     | Байрон Блек Джонатан Старк          | 4–6, 6–7                       |
| Поразка   | 1997 | Відкритий чемпіонат США з тенісу       | Тверде   | Ніклас Культі | Євген Кафельников Даніель Вацек     | 6–7(8–10), 3–6                 |
| Перемога  | 1998 | Відкритий чемпіонат Австралії з тенісу | Тверде   | Якко Елтінг   | Тодд Вудбрідж Марк Вудфорд          | 6–2, 5–7, 2–6, 6–4, 6–3        |
| Перемога  | 1999 | Відкритий чемпіонат Австралії (2)      | Тверде   | Патрік Рафтер | Магеш Бгупаті Леандер Паес          | 6–3, 4–6, 6–4, 6–7(10–12), 6–4 |
| Перемога  | 2001 | Відкритий чемпіонат Австралії (3)      | Тверде   | Тодд Вудбрідж | Байрон Блек Давід Пріносіл          | 6–1, 5–7, 6–4, 6–4             |
| Перемога  | 2002 | Вімблдонський турнір                   | Трава    | Тодд Вудбрідж | Марк Ноулз (тенісист) Деніел Нестор | 6–1, 6–2, 6–7(7–9), 7–5        |
| Перемога  | 2003 | Вімблдонський турнір (2)               | Трава    | Тодд Вудбрідж | Магеш Бгупаті Максим Мирний         | 3–6, 6–3, 7–6(7–4), 6–3        |
| Перемога  | 2003 | Відкритий чемпіонат США                | Тверде   | Тодд Вудбрідж | Боб Браян Майк Браян                | 5–7, 6–0, 7–5                  |
| Перемога  | 2004 | Вімблдонський турнір (3)               | Трава    | Тодд Вудбрідж | Юліан Ноул Ненад Зімоньїч           | 6–1, 6–4, 4–6, 6–4             |
| Перемога  | 2005 | Відкритий чемпіонат Франції            | Ґрунт    | Максим Мирний | Боб Браян Майк Браян                | 2–6, 6–1, 6–4                  |
| Поразка   | 2005 | Відкритий чемпіонат США (2)            | Тверде   | Максим Мирний | Боб Браян Майк Браян                | 1–6, 4–6                       |
| Перемога  | 2006 | Відкритий чемпіонат Франції (2)        | Ґрунт    | Максим Мирний | Боб Браян Майк Браян                | 6–7(5–7), 6–4, 7–5             |
| Поразка   | 2006 | Відкритий чемпіонат США (3)            | Тверде   | Максим Мирний | Мартін Дамм Леандер Паес            | 7–6(7–5), 4–6, 3–6             |
| Поразка   | 2007 | Відкритий чемпіонат Австралії          | Тверде   | Максим Мирний | Боб Браян Майк Браян                | 5–7, 5–7                       |
| Поразка   | 2008 | Вімблдонський турнір                   | Трава    | Кевін Ульєтт  | Деніел Нестор Ненад Зімоньїч        | 6–7(12–14), 7–6(7–3), 3–6, 3–6 |

#### Мікст: 2 (2 поразки)
| Результат | Рік  | Турнір                   | Покриття | Партнер        | Суперники                   | Рахунок       |
| --------- | ---- | ------------------------ | -------- | -------------- | --------------------------- | ------------- |
| Поразка   | 1999 | Вімблдонський турнір     | Трава    | Анна Курникова | Леандер Паес Ліза Реймонд   | 4–6, 6–3, 3–6 |
| Поразка   | 2007 | Вімблдонський турнір (2) | Трава    | Алісія Молік   | Джеймі Маррей Єлена Янкович | 4–6, 6–3, 1–6 |

### Фінали турнірів серії Мастерс

#### Одиночний розряд: 1 (1 поразка)
| Результат | Рік  | Турнір        | Покриття  | Суперник    | Рахунок            |
| --------- | ---- | ------------- | --------- | ----------- | ------------------ |
| Поразка   | 1997 | Мастерс Париж | Килим (i) | Піт Сампрас | 3–6, 6–4, 3–6, 1–6 |

## Фінали за кар'єру

### Одиночний розряд: 11 (6–5)
| Легенда                     |
| --------------------------- |
| Великий Шлем (0–0)          |
| Tennis Masters Cup (0–0)    |
| Серія Мастерс ATP (0–1)     |
| Серія Інтернешнл Ґолд (1–0) |
| Тур ATP (5–4)               |

| Результат | В-П | Дата     | Турнір                           | Покриття   | Суперник            | Рахунок                 |
| --------- | --- | -------- | -------------------------------- | ---------- | ------------------- | ----------------------- |
| Поразка   | 0–1 | Кві 1995 | Гонконг                          | Тверде     | Майкл Чанг          | 3–6, 1–6                |
| Перемога  | 1–1 | Січ 1997 | Окленд, Нова Зеландія            | Тверде     | Кеннет Карлсен      | 7–6(7–0), 6–0           |
| Поразка   | 1–2 | Тра 1997 | Корал-Спрінгс, США               | Ґрунт      | Джейсон Столтенберг | 0–6, 6–2, 5–7           |
| Перемога  | 2–2 | Сер 1997 | Індіанаполіс, США                | Тверде     | Карлос Моя          | 6–3, 7–6(7–3)           |
| Поразка   | 2–3 | Жов 1997 | Париж, Франція                   | Килим (i)  | Піт Сампрас         | 3–6, 6–4, 3–6, 1–6      |
| Перемога  | 3–3 | Лис 1997 | Стокгольм, Швеція                | Тверде (i) | Ян Сімерінк         | 3–6, 7–6(7–5), 6–2, 6–4 |
| Перемога  | 4–3 | Чер 1998 | Nottingham Open, Велика Британія | Трава      | Байрон Блек         | 6–3, 6–2                |
| Перемога  | 5–3 | Чер 2002 | Ноттінгем, Велика Британія       | Трава      | Вейн Артурс         | 6–2, 6–7(5–7), 6–2      |
| Поразка   | 5–4 | Лют 2003 | Марсель, Франція                 | Тверде (i) | Роджер Федерер      | 2–6, 6–7(6–8)           |
| Перемога  | 6–4 | Вер 2005 | Хошимін, В'єтнам                 | Килим (i)  | Радек Штепанек      | 6–3, 7–6(7–4)           |
| Поразка   | 6–5 | Чер 2006 | Ноттінгем, Велика Британія       | Трава      | Рішар Гаске         | 4–6, 3–6                |

### Парний розряд: 97 (54–43)
| Легенда                     |
| --------------------------- |
| Великий Шлем (9–6)          |
| Tennis Masters Cup (2–0)    |
| Серія Мастерс ATP (15–10)   |
| Серія Інтернешнл Ґолд (2–6) |
| Тур ATP (26–21)             |

| Титули за покриттям |
| ------------------- |
| Тверде (27–28)      |
| Ґрунт (15–5)        |
| Трава (6–5)         |
| Килим (6–5)         |

| Результат | В-П   | Дата     | Турнір                                      | Покриття   | Партнер                 | Суперники                                    | Рахунок                           |
| --------- | ----- | -------- | ------------------------------------------- | ---------- | ----------------------- | -------------------------------------------- | --------------------------------- |
| Поразка   | 0–1   | Сер 1992 | Прага, Чехія                                | Ґрунт      | Джон Айрленд (тенісист) | Карел Новачек Браніслав Станкович (тенісист) | 5–7, 1–6                          |
| Поразка   | 0–2   | Жов 1993 | Куала-Лумпур, Малайзія                      | Тверде     | Ларс-Андерс Вальгрен    | Якко Елтінг Паул Гаргейс                     | 5–7, 6–4, 6–7                     |
| Поразка   | 0–3   | Лис 1993 | Москва, Росія                               | Килим (i)  | Ян Апелль               | Якко Елтінг Паул Гаргейс                     | 1–6, ret.                         |
| Перемога  | 1–3   | Січ 1994 | Джакарта, Індонезія                         | Тверде     | Ніл Борвік              | Хорхе Лосано Джим П'ю                        | 6–4, 6–1                          |
| Перемога  | 2–3   | Січ 1994 | Роттердам, Нідерланди (1)                   | Килим (i)  | Джеремі Бейтс           | Якко Елтінг Паул Гаргейс                     | 6–4, 6–1                          |
| Поразка   | 2–4   | Кві 1994 | Гонконг                                     | Тверде     | Патрік Рафтер           | Джим Грабб Бретт Стівен                      | w/o                               |
| Поразка   | 2–5   | Чер 1994 | Відкритий чемпіонат Франції, Париж          | Ґрунт      | Ян Апелль               | Байрон Блек Джонатан Старк                   | 4–6, 6–7                          |
| Перемога  | 3–5   | Чер 1994 | Queen's Club, Англія                        | Трава      | Ян Апелль               | Тодд Вудбрідж Марк Вудфорд                   | 3–6, 7–6, 6–4                     |
| Перемога  | 4–5   | Лип 1994 | Swedish Open, Швеція (1)                    | Ґрунт      | Ян Апелль               | Ніклас Культі Мікаель Тільстрем              | 6–2, 6–3                          |
| Поразка   | 4–6   | Лип 1994 | Washington Open, США                        | Тверде     | Якоб Гласек             | Грант Коннелл Патрік Гелбрайт                | 4–6, 6–4, 3–6                     |
| Перемога  | 5–6   | Сер 1994 | Скенектаді, США                             | Тверде     | Ян Апелль               | Якко Елтінг Паул Гаргейс                     | 6–4, 7–6                          |
| Поразка   | 5–7   | Жов 1994 | Тель-Авів, Ізраїль                          | Тверде (i) | Ян Апелль               | Лен Бейл Джон-Лаффньє де Ягер                | 7–6, 2–6, 6–7                     |
| Поразка   | 5–8   | Жов 1994 | Стокгольм, Швеція                           | Килим (i)  | Ян Апелль               | Марк Вудфорд Тодд Вудбрідж                   | 3–6, 4–6                          |
| Перемога  | 6–8   | Лис 1994 | Антверпен, Бельгія (1)                      | Килим (i)  | Ян Апелль               | Гендрік Ян Давідс Себастьян Ларо             | 4–6, 6–1, 6–2                     |
| Перемога  | 7–8   | Лис 1994 | Фінал ATP, Джакарта (1)                     | Тверде (i) | Ян Апелль               | Тодд Вудбрідж Марк Вудфорд                   | 6–4, 4–6, 4–6, 7–6(7–5), 7–6(8–6) |
| Поразка   | 7–9   | Тра 1995 | Рим, Італія                                 | Ґрунт      | Ян Апелль               | Цирил Сук Даніель Вацек                      | 3–6, 4–6                          |
| Поразка   | 7–10  | Чер 1995 | Queen's Club, Англія                        | Трава      | Ян Апелль               | Тодд Мартін Піт Сампрас                      | 6–7, 4–6                          |
| Перемога  | 8–10  | Лип 1995 | Бостад, Швеція (2)                          | Ґрунт      | Ян Апелль               | Джон Айрленд Ендрю Кратцманн                 | 6–3, 6–0                          |
| Перемога  | 9–10  | Жов 1995 | Тулуза, Франція                             | Тверде (i) | Джон-Лаффньє де Ягер    | Дейв Ренделл Грег Ван Ембург                 | 7–6, 7–6                          |
| Перемога  | 10–10 | Жов 1995 | Острава, Чехія                              | Килим (i)  | Хав'єр Франа            | Гі Форже Патрік Рафтер                       | 6–7, 6–4, 7–6                     |
| Поразка   | 10–11 | Січ 1996 | Аделаїда, Австралія                         | Тверде     | Томмі Го                | Марк Вудфорд Тодд Вудбрідж                   | 5–7, 6–7                          |
| Поразка   | 10–12 | Січ 1996 | Окленд, Нова Зеландія                       | Тверде     | Бретт Стівен            | Маркос Ондруска Джек Вейт                    | w/o                               |
| Перемога  | 11–12 | Лют 1996 | Антверпен, Бельгія (2)                      | Килим (i)  | Ніклас Культі           | Євген Кафельников Менно Остінг               | 6–4, 6–4                          |
| Перемога  | 12–12 | Кві 1996 | Maharashtra Open, Індія                     | Тверде     | Ніклас Культі           | Байрон Блек Сендон Столл                     | 4–6, 6–4, 6–4                     |
| Поразка   | 12–13 | Кві 1996 | Монте-Карло, Монако                         | Ґрунт      | Ніклас Культі           | Елліс Феррейра Ян Сімерінк                   | 6–3, 3–6, 2–6                     |
| Поразка   | 12–14 | Сер 1996 | Лос-Анджелес, США                           | Тверде     | Ніклас Культі           | Маріус Барнард Піт Норвал                    | 5–7, 2–6                          |
| Поразка   | 12–15 | Сер 1996 | Нью-Гейвен, США                             | Тверде     | Ніклас Культі           | Байрон Блек Грант Коннелл                    | 4–6, 4–6                          |
| Поразка   | 12–16 | Бер 1997 | Скоттсдейл, США                             | Тверде     | Рік Ліч                 | Луїс Лобо Хав'єр Санчес                      | 3–6, 3–6                          |
| Перемога  | 13–16 | Тра 1997 | Атланта, США                                | Ґрунт      | Ніклас Культі           | Скотт Девіс Келлі Джонс                      | 6–4, 6–4                          |
| Поразка   | 13–17 | Сер 1997 | Індіанаполіс, США                           | Тверде     | Ніклас Культі           | Мікаель Тільстрем Майкл Теббутт              | 3–6, 2–6                          |
| Поразка   | 13–18 | Вер 1997 | Відкритий чемпіонат США з тенісу, Нью-Йорк  | Тверде     | Ніклас Культі           | Євген Кафельников Даніель Вацек              | 6–7(8–10), 3–6                    |
| Перемога  | 14–18 | Лют 1998 | Відкритий чемпіонат Австралії, Мельбурн (1) | Тверде     | Якко Елтінг             | Тодд Вудбрідж Марк Вудфорд                   | 6–2, 5–7, 2–6, 6–4, 6–3           |
| Перемога  | 15–18 | Бер 1998 | Індіан-Веллс, США                           | Тверде     | Патрік Рафтер           | Тодд Мартін Річі Ренеберг                    | 6–4, 7–6                          |
| Перемога  | 16–18 | Лют 1999 | Відкритий чемпіонат Австралії, Мельбурн (2) | Тверде     | Патрік Рафтер           | Магеш Бгупаті Леандер Паес                   | 6–3, 4–6, 6–4, 6–7(10–12), 6–4    |
| Перемога  | 17–18 | Чер 1999 | Галле, Німеччина (1)                        | Трава      | Патрік Рафтер           | Паул Гаргейс Джаред Палмер                   | 6–3, 7–5                          |
| Перемога  | 18–18 | Сер 1999 | Монреаль, Канада                            | Тверде     | Патрік Рафтер           | Байрон Блек Вейн Феррейра                    | 7–6, 6–4                          |
| Перемога  | 19–18 | Сер 1999 | Мастерс Цинциннаті, США (1)                 | Тверде     | Байрон Блек             | Тодд Вудбрідж Марк Вудфорд                   | 6–3, 7–6(8–6)                     |
| Перемога  | 20–18 | Лис 1999 | Штуттґард, Німеччина                        | Тверде (i) | Байрон Блек             | Девід Адамс Джон-Лаффньє де Ягер             | 6–7(6–8), 7–6(7–2), 6–0           |
| Поразка   | 20–19 | Бер 2000 | Копенгаген, Данія                           | Тверде (i) | Себастьян Ларо          | Мартін Дамм Давід Пріносіл                   | 1–6, 7–5, 5–7                     |
| Поразка   | 20–20 | Сер 2000 | Індіанаполіс, США                           | Тверде     | Максим Мирний           | Ллейтон Г'юїтт Сендон Столл                  | 2–6, 6–3, 3–6                     |
| Перемога  | 21–20 | Жов 2000 | Москва, Росія                               | Килим (i)  | Давід Пріносіл          | Їржі Новак (тенісист) Давід Рікл             | 6–2, 6–3                          |
| Поразка   | 21–21 | Січ 2001 | Сідней, Австралія                           | Тверде     | Тодд Вудбрідж           | Деніел Нестор Сендон Столл                   | 6–2, 6–7(4–7), 6–7(5–7)           |
| Перемога  | 22–21 | Січ 2001 | Відкритий чемпіонат Австралії, Мельбурн (3) | Тверде     | Тодд Вудбрідж           | Байрон Блек Давід Пріносіл                   | 6–1, 5–7, 6–4, 6–4                |
| Перемога  | 23–21 | Лют 2001 | Роттердам, Нідерланди (2)                   | Тверде (i) | Роджер Федерер          | Петр Пала Павел Візнер                       | 6–3, 6–0                          |
| Поразка   | 23–22 | Бер 2001 | Індіан-Веллс, США                           | Тверде     | Тодд Вудбрідж           | Вейн Феррейра Євген Кафельников              | 2–6, 5–7                          |
| Поразка   | 23–23 | Кві 2001 | Відкритий чемпіонат Маямі з тенісу, США     | Тверде     | Тодд Вудбрідж           | Їржі Новак (тенісист) Давід Рікл             | 5–7, 6–7(3–7)                     |
| Перемога  | 24–23 | Кві 2001 | Монте-Карло, Монако (1)                     | Ґрунт      | Тодд Вудбрідж           | Джошуа Ігл Ендрю Флорент                     | 3–6, 6–4, 6–2                     |
| Перемога  | 25–23 | Тра 2001 | Гамбург, Німеччина (1)                      | Ґрунт      | Тодд Вудбрідж           | Деніел Нестор Сендон Столл                   | 7–6(7–2), 3–6, 6–3                |
| Поразка   | 25–24 | Жов 2001 | Стокгольм, Швеція                           | Тверде (i) | Тодд Вудбрідж           | Доналд Джонсон Джаред Палмер                 | 3–6, 6–4, 3–6                     |
| Перемога  | 26–24 | Січ 2002 | Окленд, Нова Зеландія]], Нова Зеландія      | Тверде     | Тодд Вудбрідж           | Мартін Гарсія Цирил Сук                      | 7–6(7–5), 7–6(9–7)                |
| Перемога  | 27–24 | Кві 2002 | Монте-Карло, Монако (2)                     | Ґрунт      | Тодд Вудбрідж           | Паул Гаргейс Євген Кафельников               | 6–3, 3–6, [10–7]                  |
| Поразка   | 27–25 | Тра 2002 | Гамбург, Німеччина                          | Ґрунт      | Тодд Вудбрідж           | Магеш Бгупаті Ян-Майкл Гембілл               | 2–6, 4–6                          |
| Поразка   | 27–26 | Чер 2002 | Галле, Німеччина                            | Трава      | Тодд Вудбрідж           | Давід Пріносіл Давід Рікл                    | 6–4, 6–7(5–7), 5–7                |
| Перемога  | 28–26 | Лип 2002 | Вімблдонський турнір, Лондон (1)            | Трава      | Тодд Вудбрідж           | Марк Ноулз (тенісист) Деніел Нестор          | 6–1, 6–2, 6–7(7–9), 7–5           |
| Перемога  | 29–26 | Лип 2002 | Бостад, Швеція (3)                          | Ґрунт      | Тодд Вудбрідж           | Пол Генлі Майкл Гілл                         | 7–6(8–6), 6–4                     |
| Перемога  | 30–26 | Чер 2003 | Галле, Німеччина (2)                        | Трава      | Тодд Вудбрідж           | Мартін Дамм Цирил Сук                        | 6–3, 6–4                          |
| Перемога  | 31–26 | Лип 2003 | Вімблдонський турнір, Лондон (2)            | Трава      | Тодд Вудбрідж           | Магеш Бгупаті Максим Мирний                  | 3–6, 6–3, 7–6(7–4), 6–3           |
| Поразка   | 31–27 | Сер 2003 | Монреаль, Канада                            | Тверде     | Тодд Вудбрідж           | Магеш Бгупаті Максим Мирний                  | 3–6, 6–7(4–7)                     |
| Перемога  | 32–27 | Вер 2003 | Відкритий чемпіонат США, Нью-Йорк           | Тверде     | Тодд Вудбрідж           | Боб Браян Майк Браян                         | 5–7, 6–0, 7–5                     |
| Перемога  | 33–27 | Жов 2003 | Стокгольм, Швеція (1)                       | Тверде (i) | Тодд Вудбрідж           | Вейн Артурс Пол Генлі                        | 6–3, 6–4                          |
| Перемога  | 34–27 | Січ 2004 | Сідней, Австралія                           | Тверде     | Тодд Вудбрідж           | Боб Браян Майк Браян                         | 7–6(7–3), 7–5                     |
| Поразка   | 34–28 | Бер 2004 | Dubai Tennis Championships, ОАЕ             | Тверде     | Леандер Паес            | Магеш Бгупаті Фабріс Санторо                 | 2–6, 6–4, 4–6                     |
| Поразка   | 34–29 | Кві 2004 | Маямі, США                                  | Тверде     | Тодд Вудбрідж           | Вейн Блек Кевін Ульєтт                       | 2–6, 6–7(12–14)                   |
| Перемога  | 35–29 | Лип 2004 | Вімблдонський турнір, Лондон (3)            | Трава      | Тодд Вудбрідж           | Юліан Ноул Ненад Зімоньїч                    | 6–1, 6–4, 4–6, 6–4                |
| Перемога  | 36–29 | Лип 2004 | Бостад, Швеція (4)                          | Ґрунт      | Магеш Бгупаті           | Сімон Аспелін Тодд Перрі                     | 4–6, 7–6(7–2), 7–6(8–6)           |
| Поразка   | 36–30 | Сер 2004 | Торонто, Канада                             | Тверде     | Максим Мирний           | Магеш Бгупаті Леандер Паес                   | 4–6, 2–6                          |
| Поразка   | 36–31 | Сер 2004 | Цинциннаті, США                             | Тверде     | Тодд Вудбрідж           | Марк Ноулз (тенісист) Деніел Нестор          | 2–6, 6–3, 3–6                     |
| Поразка   | 36–32 | Жов 2004 | Ліон, Франція                               | Килим (i)  | Радек Штепанек          | Джонатан Ерліх Енді Рам                      | 6–7(2–7), 2–6                     |
| Поразка   | 36–33 | Жов 2004 | Москва, Росія                               | Килим (i)  | Магеш Бгупаті           | Ігор Андрєєв Микола Давиденко                | 6–3, 3–6, 4–6                     |
| Перемога  | 37–33 | Лис 2004 | Париж, Франція (1)                          | Килим (i)  | Тодд Вудбрідж           | Вейн Блек Кевін Ульєтт                       | 6–3, 6–4                          |
| Поразка   | 37–34 | Січ 2005 | Maharashtra Open, Індія                     | Тверде     | Магеш Бгупаті           | Лу Єнь-Сюнь Райнер Шуттлер                   | 5–7, 6–4, 6–7(4–7)                |
| Поразка   | 37–35 | Лют 2005 | Дубай, ОАЕ                                  | Тверде     | Фабріс Санторо          | Мартін Дамм Радек Штепанек                   | 2–6, 4–6                          |
| Перемога  | 38–35 | Кві 2005 | Маямі, США (1)                              | Тверде     | Максим Мирний           | Вейн Блек Кевін Ульєтт                       | 6–1, 6–2                          |
| Перемога  | 39–35 | Тра 2005 | Гамбург, Німеччина (2)                      | Ґрунт      | Максим Мирний           | Мікаель Льодра Фабріс Санторо                | 4–6, 7–6(7–2), 7–6(7–3)           |
| Перемога  | 40–35 | Чер 2005 | Відкритий чемпіонат Франції, Париж (1)      | Ґрунт      | Максим Мирний           | Боб Браян Майк Браян                         | 2–6, 6–1, 6–4                     |
| Поразка   | 40–36 | Чер 2005 | Queen's Club, Англія                        | Трава      | Максим Мирний           | Боб Браян Майк Браян                         | 6–7(11–13), 6–7(4–7)              |
| Перемога  | 41–36 | Лип 2005 | Бостад, Швеція (5)                          | Ґрунт      | Йоахім Йоханссон        | Хосе Акасусо Себастьян Прієто                | 6–2, 6–3                          |
| Перемога  | 42–36 | Сер 2005 | Цинциннаті, США (2)                         | Тверде     | Максим Мирний           | Вейн Блек Кевін Ульєтт                       | 7–6(7–3), 6–2                     |
| Поразка   | 42–37 | Вер 2005 | Відкритий чемпіонат США, Нью-Йорк           | Тверде     | Максим Мирний           | Боб Браян Майк Браян                         | 1–6, 4–6                          |
| Поразка   | 42–38 | Жов 2005 | Санкт-Петербург, Росія                      | Килим (i)  | Максим Мирний           | Юліан Ноул Юрген Мельцер                     | 6–4, 5–7, 5–7                     |
| Перемога  | 43–38 | Січ 2006 | Qatar ExxonMobil Open, Катар                | Тверде     | Максим Мирний           | Крістоф Рохус Олів'є Рохус                   | 2–6, 6–3, [10–8]                  |
| Перемога  | 44–38 | Лют 2006 | Сан-Хосе, США                               | Тверде (i) | Джон Макінрой           | Пол Голдстейн Джим Томас                     | 7–6(7–2), 4–6, [10–7]             |
| Перемога  | 45–38 | Кві 2006 | Маямі, США (2)                              | Тверде     | Максим Мирний           | Боб Браян Майк Браян                         | 6–4, 6–4                          |
| Перемога  | 46–38 | Кві 2006 | Монте-Карло, Монако (3)                     | Ґрунт      | Максим Мирний           | Фабріс Санторо Ненад Зімоньїч                | 6–2, 7–6(7–2)                     |
| Перемога  | 47–38 | Чер 2006 | Відкритий чемпіонат Франції, Париж (2)      | Ґрунт      | Максим Мирний           | Боб Браян Майк Браян                         | 6–7(5–7), 6–4, 7–5                |
| Поразка   | 47–39 | Чер 2006 | Queen's Club, Англія                        | Трава      | Максим Мирний           | Пол Генлі Кевін Ульєтт                       | 4–6, 6–3, [8–10]                  |
| Перемога  | 48–39 | Лип 2006 | Бостад, Швеція (6)                          | Ґрунт      | Томас Юганссон          | Крістофер Кас Олівер Марах                   | 6–3, 4–6, [10–4]                  |
| Перемога  | 49–39 | Сер 2006 | Цинциннаті, США (3)                         | Тверде     | Максим Мирний           | Боб Браян Майк Браян                         | 3–6, 6–3, [10–7]                  |
| Поразка   | 49–40 | Вер 2006 | Відкритий чемпіонат США, Нью-Йорк           | Тверде     | Максим Мирний           | Мартін Дамм Леандер Паес                     | 7–6(7–5), 4–6, 3–6                |
| Перемога  | 50–40 | Лис 2006 | Tennis Masters Cup, Шанхай (2)              | Тверде (i) | Максим Мирний           | Марк Ноулз (тенісист) Деніел Нестор          | 6–2, 6–4                          |
| Поразка   | 50–41 | Січ 2007 | Відкритий чемпіонат Австралії, Мельбурн     | Тверде     | Максим Мирний           | Боб Браян Майк Браян                         | 5–7, 5–7                          |
| Перемога  | 51–41 | Жов 2007 | Стокгольм, Швеція (2)                       | Тверде (i) | Максим Мирний           | Арно Клеман Мікаель Льодра                   | 6–4, 6–4                          |
| Поразка   | 51–42 | Лип 2008 | Вімблдонський турнір, Лондон                | Трава      | Кевін Ульєтт            | Деніел Нестор Ненад Зімоньїч                 | 6–7(12–14), 7–6(7–3), 3–6, 3–6    |
| Перемога  | 52–42 | Лип 2008 | Бостад, Швеція (7)                          | Ґрунт      | Робін Содерлінг         | Юган Брунстрем Жан-Жульєн Роєр               | 6–2, 6–2                          |
| Перемога  | 53–42 | Жов 2008 | Стокгольм, Швеція (3)                       | Тверде (i) | Кевін Ульєтт            | Юган Брунстрем Міхаель Рідерстедт            | 6–1, 6–3                          |
| Перемога  | 54–42 | Лис 2008 | Париж, Франція (2)                          | Тверде (i) | Кевін Ульєтт            | Джефф Кутзе Веслі Муді                       | 6–2, 6–2                          |
| Поразка   | 54–43 | Жов 2013 | Стокгольм, Швеція                           | Тверде (i) | Роберт Ліндстедт        | Айсам-уль-Хак Куреші Жан-Жульєн Роєр         | 2–6, 2–6                          |

## Досягнення
| W | Ф | ПФ | ЧФ | #Р | КТ | К# | DNQ | A | NH |

### Одиночний розряд
| Турнір                                 | 1991              | 1992              | 1993              | 1994              | 1995              | 1996              | 1997 | 1998              | 1999              | 2000              | 2001              | 2002              | 2003              | 2004              | 2005              | 2006              | 2007              | 2008              | ТУ     |
| -------------------------------------- | ----------------- | ----------------- | ----------------- | ----------------- | ----------------- | ----------------- | ---- | ----------------- | ----------------- | ----------------- | ----------------- | ----------------- | ----------------- | ----------------- | ----------------- | ----------------- | ----------------- | ----------------- | ------ |
| Турніри Великого шолома                |                   |                   |                   |                   |                   |                   |      |                   |                   |                   |                   |                   |                   |                   |                   |                   |                   |                   |        |
| Відкритий чемпіонат Австралії з тенісу |                   |                   |                   | 2р                | 3р                | 4р                | 4р   | ЧФ                | 1р                | 3р                | 1р                | ЧФ                |                   | 1р                | 1р                | 1р                | 2р                |                   | 0 / 13 |
| Відкритий чемпіонат Франції з тенісу   |                   |                   | К1р               | 3р                | 1р                | 4р                | 2р   | 1р                | 1р                | 1р                | 1р                | 1р                | 2р                | 2р                | 1р                | 1р                | 4р                | 1р                | 0 / 15 |
| Вімблдонський турнір                   |                   |                   | К1р               | 4р                | 2р                | 1р                | 1р   | 3р                | 2р                | 4р                | 3р                | 1р                | ЧФ                | 3р                | 3р                | ПФ                | 4р                | 1р                | 0 / 15 |
| Відкритий чемпіонат США з тенісу       |                   |                   | 2р                | ЧФ                | 3р                | 3р                | ПФ   | ЧФ                | 3р                | 2р                | 2р                | 1р                | 4р                | 1р                | 2р                | 2р                | 2р                |                   | 0 / 15 |
| Чемпіонати закінчення сезону           |                   |                   |                   |                   |                   |                   |      |                   |                   |                   |                   |                   |                   |                   |                   |                   |                   |                   |        |
| Фінал ATP                              | Не кваліфікувався | Не кваліфікувався | Не кваліфікувався | Не кваліфікувався | Не кваліфікувався | Не кваліфікувався | ПФ   | Не кваліфікувався | Не кваліфікувався | Не кваліфікувався | Не кваліфікувався | Не кваліфікувався | Не кваліфікувався | Не кваліфікувався | Не кваліфікувався | Не кваліфікувався | Не кваліфікувався | Не кваліфікувався | 0 / 1  |
| Кубок Великого шлему                   | Не кваліфікувався | Не кваліфікувався | Не кваліфікувався | 1р                | DNQ               | DNQ               | ЧФ   | ЧФ                | DNQ               | Не проводили      | Не проводили      | Не проводили      | Не проводили      | Не проводили      | Не проводили      | Не проводили      | Не проводили      | Не проводили      | 0 / 3  |
| Серія Мастерс ATP                      |                   |                   |                   |                   |                   |                   |      |                   |                   |                   |                   |                   |                   |                   |                   |                   |                   |                   |        |
| Індіан-Веллс                           |                   |                   |                   |                   | 2р                | 2р                | ПФ   | 1р                | 1р                | 1р                | 2р                | 1р                |                   | 3р                | 3р                | 2р                | 2р                | 2р                | 0 / 13 |
| Відкритий чемпіонат Маямі з тенісу     |                   |                   |                   | 3р                | ПФ                | 2р                | ЧФ   | 2р                | 3р                | 1р                | 4р                | 2р                | 2р                | 3р                | 2р                | 1р                | 1р                | 1р                | 0 / 15 |
| Монте-Карло                            |                   |                   |                   |                   | 2р                | 1р                | 1р   | 1р                | 1р                | 1р                | 2р                | 1р                | 1р                | 2р                | LQ                | LQ                | 1р                | LQ                | 0 / 11 |
| Рим                                    |                   |                   |                   |                   | ЧФ                |                   |      | 1р                | 1р                | LQ                | 1р                | 1р                |                   | 1р                | LQ                | LQ                | 1р                | LQ                | 0 / 7  |
| Гамбург                                |                   |                   |                   |                   |                   |                   |      |                   |                   |                   | 1р                | 1р                | LQ                | 1р                |                   |                   | 1р                |                   | 0 / 4  |
| Мастерс Канада                         |                   |                   |                   | 1р                |                   | 1р                | 3р   | ЧФ                | 1р                | 1р                | 1р                |                   | LQ                | 1р                | 2р                | 1р                | 1р                | 2р                | 0 / 12 |
| Мастерс Цинциннаті                     |                   |                   |                   |                   | 2р                | 2р                | 1р   | 1р                | 2р                | 3р                | 1р                | 1р                |                   | 3р                |                   | 1р                | 1р                | 1р                | 0 / 12 |
| Мадрид                                 |                   | 1р                |                   | 1р                | 1р                |                   | ПФ   | ПФ                | LQ                |                   |                   | LQ                | 2р                | 1р                |                   | 1р                |                   |                   | 0 / 8  |
| Париж                                  |                   |                   |                   |                   | 1р                |                   | Ф    | 1р                |                   |                   |                   | LQ                | ЧФ                | 1р                |                   | 1р                | LQ                |                   | 0 / 6  |
| Рейтинг на кінець року                 | 700               | 333               | 96                | 50                | 30                | 69                | 4    | 24                | 75                | 44                | 60                | 48                | 30                | 70                | 62                | 54                | 59                | 173               |        |

### Парний розряд
| Турнір                                 | 1991 | 1992 | 1993 | 1994 | 1995 | 1996 | 1997 | 1998 | 1999 | 2000 | 2001 | 2002 | 2003 | 2004 | 2005 | 2006 | 2007 | 2008 | ТУ       | В-П    |
| -------------------------------------- | ---- | ---- | ---- | ---- | ---- | ---- | ---- | ---- | ---- | ---- | ---- | ---- | ---- | ---- | ---- | ---- | ---- | ---- | -------- | ------ |
| Турніри Великого шолома                |      |      |      |      |      |      |      |      |      |      |      |      |      |      |      |      |      |      |          |        |
| Відкритий чемпіонат Австралії з тенісу |      |      |      | ПФ   | 1р   | 3р   | 3р   | П    | П    | 2р   | П    | 2р   |      | ПФ   | ПФ   | ЧФ   | Ф    |      | 3 / 13   | 44–10  |
| Відкритий чемпіонат Франції з тенісу   |      |      | 1р   | Ф    | 2р   | ЧФ   | 2р   | ПФ   | 3р   | 2р   | ЧФ   | ЧФ   | 2р   | 3р   | 2005 | 2006 | ЧФ   | ЧФ   | 2 / 16   | 44–14  |
| Вімблдонський турнір                   |      |      | 1р   | 3р   | 3р   | ЧФ   | ЧФ   | ПФ   | ЧФ   | 3р   | 3р   | П    | П    | П    | ПФ   | ЧФ   | 1р   | Ф    | 3 / 16   | 51–13  |
| Відкритий чемпіонат США з тенісу       |      |      | ЧФ   | 1р   | 1р   | 1р   | Ф    | ЧФ   | ПФ   | 1р   | 3р   | ПФ   | П    | 3р   | Ф    | Ф    | 3р   | 2р   | 1 / 16   | 42–15  |
| В-П                                    | 0–0  | 0–0  | 3–3  | 11–4 | 3–4  | 8–4  | 11–4 | 17–3 | 15–3 | 4–4  | 13–3 | 14–3 | 13–1 | 14–3 | 19–3 | 17–3 | 10–4 | 9–3  | 9 / 61   | 181–52 |
| Чемпіонати закінчення сезону           |      |      |      |      |      |      |      |      |      |      |      |      |      |      |      |      |      |      |          |        |
| Фінал ATP                              |      |      |      | П    |      | RR   |      |      |      |      |      | NH   | RR   | ПФ   | RR   | П    | RR   | RR   | 2 / 8    | 16–13  |
| Серія Мастерс ATP                      |      |      |      |      |      |      |      |      |      |      |      |      |      |      |      |      |      |      |          |        |
| Індіан-Веллс                           |      |      |      |      | ЧФ   | 2р   | ЧФ   | П    | 2р   | 1р   | Ф    | ПФ   | ПФ   | 1р   | ПФ   | ПФ   | ПФ   | ЧФ   | 1 / 14   | 28–13  |
| Відкритий чемпіонат Маямі з тенісу     |      |      |      | ЧФ   | 1р   | 2р   | 2р   | 2р   | 2р   | ЧФ   | Ф    | 1р   | ЧФ   | Ф    | П    | П    | ЧФ   | 2р   | 2 / 15   | 30–13  |
| Монте-Карло                            |      |      |      |      | 2р   | Ф    | ПФ   | 1р   | ЧФ   | 1р   | П    | П    | 2р   | ЧФ   | 2р   | П    | ЧФ   | ПФ   | 3 / 14   | 26–11  |
| Рим                                    |      |      |      |      | Ф    |      |      | ЧФ   | ЧФ   | ЧФ   | 1р   |      |      | ПФ   | ПФ   | ПФ   | 2р   | ПФ   | 0 / 10   | 18–10  |
| Гамбург                                |      |      |      |      |      |      |      |      |      |      | П    | Ф    | ЧФ   | ПФ   | П    | ЧФ   | ЧФ   | 2р   | 2 / 8    | 17–6   |
| Мастерс Канада                         |      |      |      |      |      | ПФ   | 2р   | ПФ   | П    | ПФ   | 2р   |      | Ф    | Ф    | ПФ   | ЧФ   | ЧФ   | ЧФ   | 1 / 12   | 25–11  |
| Мастерс Цинциннаті                     |      |      |      |      | 2р   | ЧФ   | ЧФ   | 1р   | П    | ЧФ   | ПФ   | 1р   | ЧФ   | Ф    | П    | П    | 2р   | 2р   | 3 / 14   | 26–11  |
| Мадрид                                 |      |      |      | Ф    | 2р   |      | 2р   | 2р   | П    | ПФ   |      | ПФ   | ЧФ   | 1р   |      | ПФ   | ПФ   | ПФ   | 1 / 12   | 21–11  |
| Париж                                  |      |      |      |      | 2р   |      | 1р   | 2р   | 2р   | 2р   |      | ПФ   | ПФ   | П    | 1р   | ПФ   | ЧФ   | П    | 2 / 12   | 18–10  |
| В-П                                    | 0–0  | 0–0  | 0–0  | 5–2  | 9–7  | 10–5 | 10–7 | 11–7 | 17–5 | 13–8 | 21–5 | 15–6 | 12–8 | 18–8 | 20–5 | 24–6 | 11–9 | 13–8 | 15 / 111 | 209–96 |
| Рейтинг на кінець року                 | 408  | 199  | 56   | 9    | 26   | 12   | 17   | 8    | 3    | 26   | 1    | 6    | 6    | 3    | 3    | 4    | 15   | 9    |          |        |

## Перемоги на гравцями першої 10-ки
| Сезон    | 1991 | 1992 | 1993 | 1994 | 1995 | 1996 | 1997 | 1998 | 1999 | 2000 | 2001 | 2002 | 2003 | 2004 | 2005 | 2006 | 2007 | 2008 | Всього |
| Перемоги | 0    | 0    | 0    | 2    | 0    | 0    | 8    | 2    | 2    | 2    | 1    | 1    | 0    | 2    | 2    | 0    | 0    | 0    | 22     |

| #    | Гравець          | Рейтинг | Турнір                                           | Покриття   | Р-д  | Рахунок                 |
| 1994 | 1994             | 1994    | 1994                                             | 1994       | 1994 | 1994                    |
| ---- | ---------------- | ------- | ------------------------------------------------ | ---------- | ---- | ----------------------- |
| 1.   | Серхі Бругера    | 3       | Скенектаді, США                                  | Тверде     | 2р   | 2–6, 6–4, 6–2           |
| 2.   | Стефан Едберг    | 5       | Відкритий чемпіонат США з тенісу, Нью-Йорк       | Тверде     | 3р   | 6–4, 6–4, 6–0           |
| 1997 |                  |         |                                                  |            |      |                         |
| 3.   | Марсело Ріос     | 9       | Відкритий чемпіонат Маямі з тенісу, США          | Тверде     | 3р   | 6–3, 3–6, 6–1           |
| 4.   | Піт Сампрас      | 1       | Queen's Club, Лондон                             | Трава      | ЧФ   | 3–6, 6–3, 6–4           |
| 5.   | Карлос Моя       | 9       | Індіанаполіс, США                                | Тверде     | Ф    | 6–3, 7–6(7–3)           |
| 6.   | Густаво Куертен  | 9       | Відкритий чемпіонат США, Нью-Йорк                | Тверде     | 3р   | 6–3, 6–1, 7–5           |
| 7.   | Патрік Рафтер    | 3       | Стокгольм, Швеція                                | Тверде (i) | ПФ   | 7–6(7–3), 7–6(7–3)      |
| 8.   | Серхі Бругера    | 8       | Фінал ATP, Гановер                               | Тверде (i) | RR   | 6–3, 6–1                |
| 9.   | Майкл Чанг       | 2       | Чемпіонат світу туру ATP, Гановер                | Тверде (i) | RR   | 6–4, 7–5                |
| 10.  | Майкл Чанг       | 3       | Кубок Девіса, Гетеборг                           | Килим (i)  | RR   | 7–5, 1–6, 6–3, 6–3      |
| 1998 |                  |         |                                                  |            |      |                         |
| 11.  | Алекс Корретха   | 7       | Кубок Девіса, Стокгольм                          | Килим (i)  | RR   | 6–3, 7–5, 6–7(5–7), 6–3 |
| 12.  | Карлос Мойя      | 5       | Кубок Девіса, Стокгольм                          | Килим (i)  | RR   | 6–3, 7–5                |
| 1999 |                  |         |                                                  |            |      |                         |
| 13.  | Ріхард Крайчек   | 4       | Токіо, Японія                                    | Тверде     | ЧФ   | 3–6, 7–5, 6–1           |
| 14.  | Марк Філіппуссіс | 10      | World Team Cup, Дюссельдорф                      | Ґрунт      | Ф    | 6–4, 7–6(7–3)           |
| 2000 |                  |         |                                                  |            |      |                         |
| 15.  | Ніколас Лапентті | 9       | Роттердам, Нідерланди                            | Тверде (i) | 1р   | 7–6(7–5), 6–2           |
| 16.  | Алекс Корретха   | 7       | Мастерс Цинциннаті, США                          | Тверде     | 1р   | 6–4, 6–4                |
| 2001 |                  |         |                                                  |            |      |                         |
| 17.  | Себастьян Грожан | 9       | Ліон, Франція                                    | Килим (i)  | 2р   | 7–6(7–2), 1–6, 6–4      |
| 2002 |                  |         |                                                  |            |      |                         |
| 18.  | Тім Генман       | 8       | Відкритий чемпіонат Австралії з тенісу, Мельбурн | Тверде     | 4р   | 6–2, 7–6(8–6), 6–4      |
| 2004 |                  |         |                                                  |            |      |                         |
| 19.  | Енді Роддік      | 1       | Qatar ExxonMobil Open, Катар                     | Тверде     | 2р   | 6–3, 6–4                |
| 20.  | Марк Філіппуссіс | 9       | Кубок Девіса, Аделаїда                           | Тверде     | RR   | 7–5, 6–2, 6–2           |
| 2005 |                  |         |                                                  |            |      |                         |
| 21.  | Микола Давиденко | 7       | Вімблдонський турнір, Лондон                     | Трава      | 2р   | 6–7(4–7), 1–2 ret.      |
| 22.  | Маріано Пуерта   | 10      | Хошимін, В'єтнам                                 | Тверде     | ПФ   | 6–1, 6–0                |